# 부산교육대학교
부산교육대학교(釜山敎育大學校, Busan National University of Education)는 대한민국 부산광역시의 국립 교육대학이다. 1946년에 초등교원 양성을 위한 부산사범학교로 개교한 것이 모태이다.
산하 교육 기관으로 부산교육대학교 부설초등학교를 소유하고 있어, 교육 실무실습 뿐만 아니라 여러 가지 교육 활동을 겸하고 있다. 이 뿐만 아니라 외국 여러 대학과 MOU체결을 맺어 수 많은 교류활동 및 협력을 하고 있는 중이다. 2023년 5월 부산대학교와의 통합을 결정했다.

## 연혁
- 1946년 9월 2일: 공립부산사범학교 개교(조선총독부 교육령)
- 1947년 4월 1일: 제1회 입교식(미군정 교육령)
- 1950년 4월 1일: 공립에서 국립으로 이관
- 1955년 5월 3일: 중등교육계열 분리
- 1961년 4월 1일: 신제 부산사범대학으로 개편
- 1962년 3월 1일: 부산대학교 부속대학인 부산교육대학으로 개편
- 1963년 3월 1일: 부산대학교에서 분리
- 1981년 3월 1일: 2년제 전문대학에서 4년제 교육대학으로 승격
- 1984년 12월 15일: 야간 계절제 설치
- 1993년 3월 1일: 국립학교설치령에 의해 종합대학으로 승격, 부산교육대학교로 개칭
- 1995년 11월 14일: 교육대학원 설립
- 2001년 12월 12일: 2001년 국립대학평가 우수대학교 선정
- 2003년 11월 19일: 2003 국립대학평가 최우수대학교 선정
- 2003년 11월 23일: 입학정원 600명 돌파
- 2006년 9월 2일: 개교 60주년
- 2012년 4월 4일: 2012년 국제 협력 선도대학 육성지원시범 사업 선정
- 2012년 4월 12일: 2012년도 대학교육역량강화 지원사업 평가 최우수교대 선정
- 2013년 5월 10일: 2012년 입학사정관제 지원사업 '교원양성 선도대학' 최우수 교육대학 선정
- 2021년 4월 19일: 부산대와 통합추진 양해각서(MOU)를 체결했다.[주 1][1][2][주 2]
- 2021년 10월 20일 8대 총장에 박수자 총장이 취임했다. 교무처장을 역임한 박 총장은 6월 15일 치러진 총장 선거에서 1위를 차지했다.
- 2023년 5월 17일 교수회의에서 부산대와의 통합을 위한 글로컬대학 신청을 결정했다.[주 3]
- 2023년 11월 글로컬대학에 선정되었다.[3]

## 교육편제

### 학부
다음은 2021년 기준, 부산교육대학교가 실시하고 있는 학부 과정 일람이다. 교육대학 특성 상, 학교 내 단과대학 편제는 존재하지 않는다.
| - 윤리교육과 - 사회교육과 - 국어교육과 - 수학교육과 - 과학교육과 | - 체육교육과 - 음악교육과 - 미술교육과 - 실과교육과 | - 교육학과 - 유아교육과 - 영어교육과 - 컴퓨터교육과 |  |

### 대학원
부산교육대학교는 대학원으로 교육대학원 1개원을 운영중이며, 특수대학원인 관계로 석사 과정을 제공한다.

## 캠퍼스 풍경
부산교육대학교는 부산광역시 소재 국립 대학으로, 캠퍼스는 연제구 거제동에 위치한다. 부지 면적은 약 12만 5천m²로, 이는 아세아연합신학대학교와 광주여자대학교 등과 비슷한 크기이다. 다만 도심지 인근에 위치하여 기반 시설이 풍부하고, 특히 캠퍼스 인근에 부산 도시철도 1호선과 동해선으로 환승이 되는 교대역이 위치하여 교통이 편리하다.
캠퍼스 중앙으로 운동장과 대학본부 건물이 위치하며, 남서측으로 부설 학교가 위치하고 있다.

## 같이 보기
- 부산교육대학교 부설초등학교

## 주해
1. ↑  부산대.부산교대 양측은 거제동 부산교대 캠퍼스에 ‘지역거점종합교원양성기관’ 구축을 통합의 대전제로 하고 유·초·중등·특수·평생교육 등 모든 교육 과정을 집약하는 구상에 합의했다. 두 대학은 지난해 11월부터 통합을 전제로 한 ‘공동발전방안 기초연구’를 수행하고, ‘뉴(New) 종합교원양성체제안’을 내놓기도 했다.
2. ↑  이에 앞서 부산교대 전체 교수를 대상으로 한 부산대와 통합 추진 양해각서(MOU) 체결 여부를 물었다. 전체 교수 80명 중 절반 이상의 응답자 중에 절반 이상인 39명이 MOU에 찬성했고 30명이 반대했다.
3. ↑  4월 18일 교육부에서 글로컬대학 30 사업을 발표하였고 부산대가 4월 21일 부산교대에 공동 참여를 제안해 △부산교대 자체 설문조사(5월 10일) △부산교대 평의원회(5월 15일) △교수회의(5월 17일)를 거쳐 최종 결정됐다.